# 植木莞爾
植木 莞爾（うえき かんじ、1945年 - ）は、日本のインテリアデザイナー。日本人で初めてニューヨーク近代美術館のインテリアデザインを手がけた。また、スティーブ・ジョブスがApple Store1号店（アメリカ合衆国）をデザインするに当たって、最終段階で関わったことで知られる。

## 略歴
1945年、東京都で生まれる。
1968年に慶應義塾大学を卒業後、イタリアへ渡り、1969年にはミラノのリナシェンテデパート本店デザイン室、アルド・ヤコベル建築設計事務所に勤務する。
1975年にイタリアから日本に戻り、カザッポアンドアソシエイツ（Casappo&Associates）を設立する。

## 代表作
- 1985年 ホテル安比グランド（安比高原スキー場）[5]
- 2001年 Apple Store1号店[2][3]
- 2004年 ニューヨーク近代美術館のインテリアデザイン[1][2]
谷口吉生と協働。
- 2006年 ホテル新羅の改装[2]
- 2014年 虎ノ門ヒルズ 2階 オフィスロビー[2]